# Cantua glutinosa
Cantua glutinosa là một loài thực vật có hoa trong họ Polemoniaceae. Loài này được C.Presl mô tả khoa học đầu tiên năm 1851.